# Meyerasaurus
Meyerasaurus victor, Eurycleidus victor, Plesiosaurus (Thaumatosaurus) victor, Plesiosaurus victor, Rhomaleosaurus victor, Thaumatosaurus victor
Genre
Espèce
Synonymes
- Thaumatosaurus victor (Fraas, 1910), type
- Plesiosaurus (Thaumatosaurus) victor Fraas, 1910
- Eurycleidus victor in Zittel, 1932
- Rhomaleosaurus victor Tarlo, 1960

Meyerasaurus est un genre fossile de plésiosaures de la famille des Rhomaleosauridae.
Selon Paleobiology Database en 2024, ce genre est resté monotypique et a une seule espèce fossile son espèce type Meyerasaurus victor, découverte dans les roches du Lias ou du Jurassique inférieur près d'Holzmaden en Bade-Wurtemberg en Allemagne.

## Historique
Le genre Meyerasaurus est décrit en 2010 par les paléontologues britannique et français respectivement Adam Stuart Smith (d) et Peggy Vincent (d),.
L'espèce Meyerasaurus victor est décrite en 1910 par le paléontologue allemand Eberhard Fraas (d) sous le protonyme Plesiosaurus (Thaumatosaurus) victor,.

### Fossiles
Selon Paleobiology Database en 2024, ce genre Meyerasaurus a une seule collection référencée de fossiles. Cette collection est du Toarcien inférieur du Jurassique inférieur, c'est-à-dire date de 183 à 182 Ma avant notre ère.

### Famille
Le genre Meyerasaurus est classé dans la famille des Rhomaleosauridae en 2010 par les créateurs Adam Stuart Smith (d) et Peggy Vincent (d), confirmé en 2012 par Benson (d) et al. et en 2014 par Benson et Druckenmiller (d),.

### Synonymes
Selon Paleobiology Database en 2024, l'espèce Meyerasaurus victor a quatre synonymes :
- Thaumatosaurus victor (Fraas, 1910), type
- Plesiosaurus (Thaumatosaurus) victor Fraas, 1910
- Eurycleidus victor in Zittel, 1932
- Rhomaleosaurus victor Tarlo, 1960

### Étymologie
Le nom générique rend hommage au paléontologue allemand Hermann von Meyer (1801-1869) pour avoir proposé le nom générique Thaumatosaurus.
Le nom spécifique, victor, « gagnant » en latin, fait référence au spécimen comme étant une « découverte magnifique et dépassant toutes les découvertes précédentes en beauté », mais rend également explicitement hommage au frère d'Eberhard Fraas (en), Victor Fraas.

### Découverte
Entre Holzmaden et Zell unter Aichelberg, une carrière de calcaire et de schiste est exploitée. Elle recoupe une couche de craie de Stinkstein extrêmement dure de quarante centimètres d'épaisseur et considérée comme sans valeur. Même les « momies » d'ichtyosaures présentes dans la couche sont jetées, car leur préparation n'est pas rentable. Les roches sont alors jetées dans un ravin. En mai 1906, le célèbre marchand de fossiles Bernhard Hauff (de) (1866-1950) découvre dans la décharge des blocs de pierre brisés contenant un squelette de plésiosaure unique et complet et donc très rare. Jusqu'à cette époque, les découvertes de plésiosaures allemands avaient tendance à être beaucoup plus fragmentaires que les découvertes britanniques. En neuf mois, il récupéra 2,5 tonnes de calcaire, exposant et préparant les os. Avec un deuxième squelette de plésiosaure, découvert à proximité dans le schiste en novembre 1906, appelé bien plus tard Seeleyosaurus, il fut mis en vente. Le soutien financier de D. Landauer et Victor Fraas a permis au Stuttgarter Königliche Naturalienkabinett d'obtenir les deux spécimens.
En 1910, Eberhard Fraas, conservateur de paléontologie de l'institution de Stuttgart, nomme le spécimen Thaumatosaurus victor. Ce nom a été mentionné à la page 106 de l'article de description. Le titre de la section de description à la page 124 indique « Plesiosaurus (Thaumatosaurus) victor n. sp. », ce qui a été interprété comme le fait qu'il ait nommé un Plesiosaurus victor coïncidant avec un changement de nom immédiat en Thaumatosaurus victor. Fraas, après avoir expliqué qu'il préférait Thaumatosaurus (« reptile merveilleux ») Meyer à Rhomaleosaurus Seeley, déclare « Je nomme notre nouvelle espèce Thaumatosaurus victor ».
Déjà en 1922, on reconnait que le matériel type de Thaumatosaurus oolithicus est très pauvre. En 1932, T. victor a été rebaptisé espèce d'Eurycleidus et en 1960 par Lambert Beverly Tarlo sous le nom de Rhomaleosaurus victor. Cependant, ces noms ont été rarement utilisés. En 2007, Adam Stuart Smith a annoncé qu'il nommerait bientôt un genre distinct pour le taxon, Thaumatosaurus étant fondamentalement un nomen dubium.

## Description

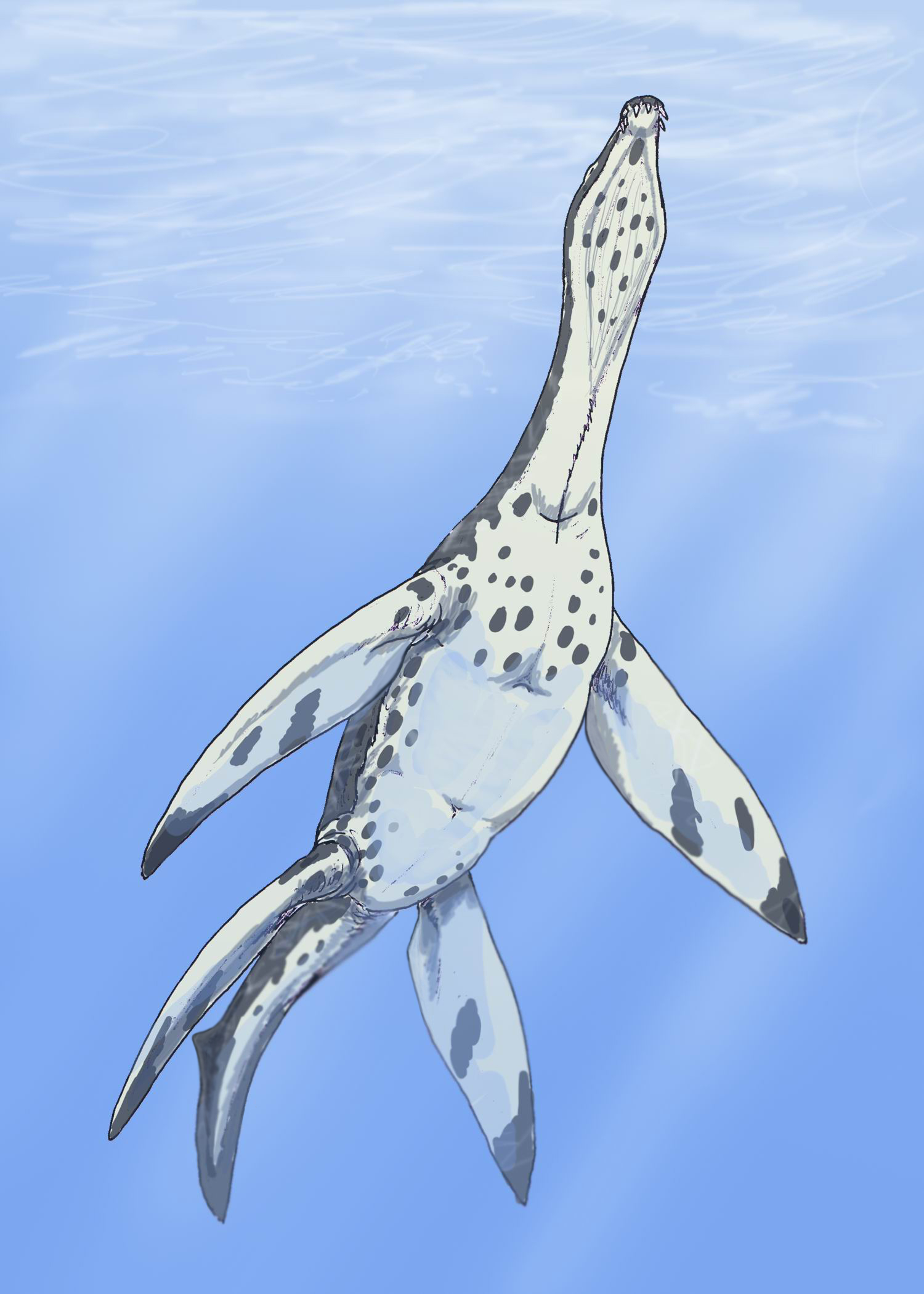
Restauration.

Meyerasaurus est connu grâce à l'holotype SMNS 12478, un squelette articulé et complet qui conserve le crâne, exposé en vue ventrale. Il a une longueur de crâne de 37 cm et une longueur de corps de 3,35 à 3,44 m,. Il a été collecté dans les sous-zones d'ammonoïdes Harpoceras elegantulum-falciferum, zone Harpoceras falcifer, de la célèbre Posidonien-Schiefer lagerstätte (schiste à posidonies), datant du stade Toarcien inférieur du Jurassique inférieur, il y a environ 183 à 180 Ma.
En 1944, Stuttgart a été bombardée à plusieurs reprises. Le 12 septembre, des bombardiers britanniques ont provoqué une tempête de feu qui a brûlé le centre-ville. Le musée a été détruit et l'holotype réduit en miettes. Cela a permis de les récupérer avec beaucoup de peine et de les reconstituer. Ils sont aujourd'hui exposés dans le nouveau bâtiment d'exposition paléontologique, le Museum am Löwentor.

## Classification
Selon Benson (d), Evans (d) et Druckenmiller (d) 2012 révisé en 2014 par Benson & Druckenmiller (d) (avec l'exclusion des genres Macroplata et Eurycleidus et l'ajout de Borealonectes) :
| Neoplesiosauria | \| \| Pliosauridae \| \| \| \| \| \| Plesiosauroidea \| \| \| \| |
|                 | \| \| Pliosauridae \| \| \| \| \| \| Plesiosauroidea \| \| \| \| |
|                 | Pliosauridae                                                     |
|                 |                                                                  |
|                 | Plesiosauroidea                                                  |
|                 |                                                                  |

|  | Pliosauridae    |
|  |                 |
|  | Plesiosauroidea |
|  |                 |

|  | Borealonectes russelli |
|  |                        |
|  | Maresaurus coccai      |
|  |                        |

|  | Rhomaleosaurus thorntoni                                                                |
|  |                                                                                         |
|  | \| \| Rhomaleosaurus cramptoni \| \| \| \| \| \| Rhomaleosaurus zetlandicus \| \| \| \| |
|  |                                                                                         |
|  | Rhomaleosaurus cramptoni                                                                |
|  |                                                                                         |
|  | Rhomaleosaurus zetlandicus                                                              |
|  |                                                                                         |

|  | Rhomaleosaurus cramptoni   |
|  |                            |
|  | Rhomaleosaurus zetlandicus |
|  |                            |

|  | Borealonectes russelli |
|  |                        |
|  | Maresaurus coccai      |
|  |                        |

|  | Rhomaleosaurus thorntoni                                                                |
|  |                                                                                         |
|  | \| \| Rhomaleosaurus cramptoni \| \| \| \| \| \| Rhomaleosaurus zetlandicus \| \| \| \| |
|  |                                                                                         |
|  | Rhomaleosaurus cramptoni                                                                |
|  |                                                                                         |
|  | Rhomaleosaurus zetlandicus                                                              |
|  |                                                                                         |

|  | Rhomaleosaurus cramptoni   |
|  |                            |
|  | Rhomaleosaurus zetlandicus |
|  |                            |

|  | Borealonectes russelli |
|  |                        |
|  | Maresaurus coccai      |
|  |                        |

|  | Rhomaleosaurus thorntoni                                                                |
|  |                                                                                         |
|  | \| \| Rhomaleosaurus cramptoni \| \| \| \| \| \| Rhomaleosaurus zetlandicus \| \| \| \| |
|  |                                                                                         |
|  | Rhomaleosaurus cramptoni                                                                |
|  |                                                                                         |
|  | Rhomaleosaurus zetlandicus                                                              |
|  |                                                                                         |

|  | Rhomaleosaurus cramptoni   |
|  |                            |
|  | Rhomaleosaurus zetlandicus |
|  |                            |

|  | Borealonectes russelli |
|  |                        |
|  | Maresaurus coccai      |
|  |                        |

|  | Rhomaleosaurus thorntoni                                                                |
|  |                                                                                         |
|  | \| \| Rhomaleosaurus cramptoni \| \| \| \| \| \| Rhomaleosaurus zetlandicus \| \| \| \| |
|  |                                                                                         |
|  | Rhomaleosaurus cramptoni                                                                |
|  |                                                                                         |
|  | Rhomaleosaurus zetlandicus                                                              |
|  |                                                                                         |

|  | Rhomaleosaurus cramptoni   |
|  |                            |
|  | Rhomaleosaurus zetlandicus |
|  |                            |

|  | Borealonectes russelli |
|  |                        |
|  | Maresaurus coccai      |
|  |                        |

|  | Rhomaleosaurus thorntoni                                                                |
|  |                                                                                         |
|  | \| \| Rhomaleosaurus cramptoni \| \| \| \| \| \| Rhomaleosaurus zetlandicus \| \| \| \| |
|  |                                                                                         |
|  | Rhomaleosaurus cramptoni                                                                |
|  |                                                                                         |
|  | Rhomaleosaurus zetlandicus                                                              |
|  |                                                                                         |

|  | Rhomaleosaurus cramptoni   |
|  |                            |
|  | Rhomaleosaurus zetlandicus |
|  |                            |

|  | Borealonectes russelli |
|  |                        |
|  | Maresaurus coccai      |
|  |                        |

|  | Rhomaleosaurus thorntoni                                                                |
|  |                                                                                         |
|  | \| \| Rhomaleosaurus cramptoni \| \| \| \| \| \| Rhomaleosaurus zetlandicus \| \| \| \| |
|  |                                                                                         |
|  | Rhomaleosaurus cramptoni                                                                |
|  |                                                                                         |
|  | Rhomaleosaurus zetlandicus                                                              |
|  |                                                                                         |

|  | Rhomaleosaurus cramptoni   |
|  |                            |
|  | Rhomaleosaurus zetlandicus |
|  |                            |

|  | Borealonectes russelli |
|  |                        |
|  | Maresaurus coccai      |
|  |                        |

|  | Rhomaleosaurus thorntoni                                                                |
|  |                                                                                         |
|  | \| \| Rhomaleosaurus cramptoni \| \| \| \| \| \| Rhomaleosaurus zetlandicus \| \| \| \| |
|  |                                                                                         |
|  | Rhomaleosaurus cramptoni                                                                |
|  |                                                                                         |
|  | Rhomaleosaurus zetlandicus                                                              |
|  |                                                                                         |

|  | Rhomaleosaurus cramptoni   |
|  |                            |
|  | Rhomaleosaurus zetlandicus |
|  |                            |

|  | Borealonectes russelli |
|  |                        |
|  | Maresaurus coccai      |
|  |                        |

|  | Rhomaleosaurus thorntoni                                                                |
|  |                                                                                         |
|  | \| \| Rhomaleosaurus cramptoni \| \| \| \| \| \| Rhomaleosaurus zetlandicus \| \| \| \| |
|  |                                                                                         |
|  | Rhomaleosaurus cramptoni                                                                |
|  |                                                                                         |
|  | Rhomaleosaurus zetlandicus                                                              |
|  |                                                                                         |

|  | Rhomaleosaurus cramptoni   |
|  |                            |
|  | Rhomaleosaurus zetlandicus |
|  |                            |

|  | Borealonectes russelli |
|  |                        |
|  | Maresaurus coccai      |
|  |                        |

|  | Rhomaleosaurus thorntoni                                                                |
|  |                                                                                         |
|  | \| \| Rhomaleosaurus cramptoni \| \| \| \| \| \| Rhomaleosaurus zetlandicus \| \| \| \| |
|  |                                                                                         |
|  | Rhomaleosaurus cramptoni                                                                |
|  |                                                                                         |
|  | Rhomaleosaurus zetlandicus                                                              |
|  |                                                                                         |

|  | Rhomaleosaurus cramptoni   |
|  |                            |
|  | Rhomaleosaurus zetlandicus |
|  |                            |

|  | Borealonectes russelli |
|  |                        |
|  | Maresaurus coccai      |
|  |                        |

|  | Rhomaleosaurus thorntoni                                                                |
|  |                                                                                         |
|  | \| \| Rhomaleosaurus cramptoni \| \| \| \| \| \| Rhomaleosaurus zetlandicus \| \| \| \| |
|  |                                                                                         |
|  | Rhomaleosaurus cramptoni                                                                |
|  |                                                                                         |
|  | Rhomaleosaurus zetlandicus                                                              |
|  |                                                                                         |

|  | Rhomaleosaurus cramptoni   |
|  |                            |
|  | Rhomaleosaurus zetlandicus |
|  |                            |

|  | Borealonectes russelli |
|  |                        |
|  | Maresaurus coccai      |
|  |                        |

|  | Rhomaleosaurus thorntoni                                                                |
|  |                                                                                         |
|  | \| \| Rhomaleosaurus cramptoni \| \| \| \| \| \| Rhomaleosaurus zetlandicus \| \| \| \| |
|  |                                                                                         |
|  | Rhomaleosaurus cramptoni                                                                |
|  |                                                                                         |
|  | Rhomaleosaurus zetlandicus                                                              |
|  |                                                                                         |

|  | Rhomaleosaurus cramptoni   |
|  |                            |
|  | Rhomaleosaurus zetlandicus |
|  |                            |

|  | Borealonectes russelli |
|  |                        |
|  | Maresaurus coccai      |
|  |                        |

|  | Rhomaleosaurus thorntoni                                                                |
|  |                                                                                         |
|  | \| \| Rhomaleosaurus cramptoni \| \| \| \| \| \| Rhomaleosaurus zetlandicus \| \| \| \| |
|  |                                                                                         |
|  | Rhomaleosaurus cramptoni                                                                |
|  |                                                                                         |
|  | Rhomaleosaurus zetlandicus                                                              |
|  |                                                                                         |

|  | Rhomaleosaurus cramptoni   |
|  |                            |
|  | Rhomaleosaurus zetlandicus |
|  |                            |

|  | Borealonectes russelli |
|  |                        |
|  | Maresaurus coccai      |
|  |                        |

|  | Rhomaleosaurus thorntoni                                                                |
|  |                                                                                         |
|  | \| \| Rhomaleosaurus cramptoni \| \| \| \| \| \| Rhomaleosaurus zetlandicus \| \| \| \| |
|  |                                                                                         |
|  | Rhomaleosaurus cramptoni                                                                |
|  |                                                                                         |
|  | Rhomaleosaurus zetlandicus                                                              |
|  |                                                                                         |

|  | Rhomaleosaurus cramptoni   |
|  |                            |
|  | Rhomaleosaurus zetlandicus |
|  |                            |

|  | Borealonectes russelli |
|  |                        |
|  | Maresaurus coccai      |
|  |                        |

|  | Rhomaleosaurus thorntoni                                                                |
|  |                                                                                         |
|  | \| \| Rhomaleosaurus cramptoni \| \| \| \| \| \| Rhomaleosaurus zetlandicus \| \| \| \| |
|  |                                                                                         |
|  | Rhomaleosaurus cramptoni                                                                |
|  |                                                                                         |
|  | Rhomaleosaurus zetlandicus                                                              |
|  |                                                                                         |

|  | Rhomaleosaurus cramptoni   |
|  |                            |
|  | Rhomaleosaurus zetlandicus |
|  |                            |

|  | Borealonectes russelli |
|  |                        |
|  | Maresaurus coccai      |
|  |                        |

|  | Rhomaleosaurus thorntoni                                                                |
|  |                                                                                         |
|  | \| \| Rhomaleosaurus cramptoni \| \| \| \| \| \| Rhomaleosaurus zetlandicus \| \| \| \| |
|  |                                                                                         |
|  | Rhomaleosaurus cramptoni                                                                |
|  |                                                                                         |
|  | Rhomaleosaurus zetlandicus                                                              |
|  |                                                                                         |

|  | Rhomaleosaurus cramptoni   |
|  |                            |
|  | Rhomaleosaurus zetlandicus |
|  |                            |

|  | Borealonectes russelli |
|  |                        |
|  | Maresaurus coccai      |
|  |                        |

|  | Rhomaleosaurus thorntoni                                                                |
|  |                                                                                         |
|  | \| \| Rhomaleosaurus cramptoni \| \| \| \| \| \| Rhomaleosaurus zetlandicus \| \| \| \| |
|  |                                                                                         |
|  | Rhomaleosaurus cramptoni                                                                |
|  |                                                                                         |
|  | Rhomaleosaurus zetlandicus                                                              |
|  |                                                                                         |

|  | Rhomaleosaurus cramptoni   |
|  |                            |
|  | Rhomaleosaurus zetlandicus |
|  |                            |

|  | Borealonectes russelli |
|  |                        |
|  | Maresaurus coccai      |
|  |                        |

|  | Rhomaleosaurus thorntoni                                                                |
|  |                                                                                         |
|  | \| \| Rhomaleosaurus cramptoni \| \| \| \| \| \| Rhomaleosaurus zetlandicus \| \| \| \| |
|  |                                                                                         |
|  | Rhomaleosaurus cramptoni                                                                |
|  |                                                                                         |
|  | Rhomaleosaurus zetlandicus                                                              |
|  |                                                                                         |

|  | Rhomaleosaurus cramptoni   |
|  |                            |
|  | Rhomaleosaurus zetlandicus |
|  |                            |

|  | Borealonectes russelli |
|  |                        |
|  | Maresaurus coccai      |
|  |                        |

|  | Rhomaleosaurus thorntoni                                                                |
|  |                                                                                         |
|  | \| \| Rhomaleosaurus cramptoni \| \| \| \| \| \| Rhomaleosaurus zetlandicus \| \| \| \| |
|  |                                                                                         |
|  | Rhomaleosaurus cramptoni                                                                |
|  |                                                                                         |
|  | Rhomaleosaurus zetlandicus                                                              |
|  |                                                                                         |

|  | Rhomaleosaurus cramptoni   |
|  |                            |
|  | Rhomaleosaurus zetlandicus |
|  |                            |

|  | Borealonectes russelli |
|  |                        |
|  | Maresaurus coccai      |
|  |                        |

|  | Rhomaleosaurus thorntoni                                                                |
|  |                                                                                         |
|  | \| \| Rhomaleosaurus cramptoni \| \| \| \| \| \| Rhomaleosaurus zetlandicus \| \| \| \| |
|  |                                                                                         |
|  | Rhomaleosaurus cramptoni                                                                |
|  |                                                                                         |
|  | Rhomaleosaurus zetlandicus                                                              |
|  |                                                                                         |

|  | Rhomaleosaurus cramptoni   |
|  |                            |
|  | Rhomaleosaurus zetlandicus |
|  |                            |

|  | Borealonectes russelli |
|  |                        |
|  | Maresaurus coccai      |
|  |                        |

|  | Rhomaleosaurus thorntoni                                                                |
|  |                                                                                         |
|  | \| \| Rhomaleosaurus cramptoni \| \| \| \| \| \| Rhomaleosaurus zetlandicus \| \| \| \| |
|  |                                                                                         |
|  | Rhomaleosaurus cramptoni                                                                |
|  |                                                                                         |
|  | Rhomaleosaurus zetlandicus                                                              |
|  |                                                                                         |

|  | Rhomaleosaurus cramptoni   |
|  |                            |
|  | Rhomaleosaurus zetlandicus |
|  |                            |

|  | Borealonectes russelli |
|  |                        |
|  | Maresaurus coccai      |
|  |                        |

|  | Rhomaleosaurus thorntoni                                                                |
|  |                                                                                         |
|  | \| \| Rhomaleosaurus cramptoni \| \| \| \| \| \| Rhomaleosaurus zetlandicus \| \| \| \| |
|  |                                                                                         |
|  | Rhomaleosaurus cramptoni                                                                |
|  |                                                                                         |
|  | Rhomaleosaurus zetlandicus                                                              |
|  |                                                                                         |

|  | Rhomaleosaurus cramptoni   |
|  |                            |
|  | Rhomaleosaurus zetlandicus |
|  |                            |

|  | Borealonectes russelli |
|  |                        |
|  | Maresaurus coccai      |
|  |                        |

|  | Rhomaleosaurus thorntoni                                                                |
|  |                                                                                         |
|  | \| \| Rhomaleosaurus cramptoni \| \| \| \| \| \| Rhomaleosaurus zetlandicus \| \| \| \| |
|  |                                                                                         |
|  | Rhomaleosaurus cramptoni                                                                |
|  |                                                                                         |
|  | Rhomaleosaurus zetlandicus                                                              |
|  |                                                                                         |

|  | Rhomaleosaurus cramptoni   |
|  |                            |
|  | Rhomaleosaurus zetlandicus |
|  |                            |

|  | Borealonectes russelli |
|  |                        |
|  | Maresaurus coccai      |
|  |                        |

|  | Rhomaleosaurus thorntoni                                                                |
|  |                                                                                         |
|  | \| \| Rhomaleosaurus cramptoni \| \| \| \| \| \| Rhomaleosaurus zetlandicus \| \| \| \| |
|  |                                                                                         |
|  | Rhomaleosaurus cramptoni                                                                |
|  |                                                                                         |
|  | Rhomaleosaurus zetlandicus                                                              |
|  |                                                                                         |

|  | Rhomaleosaurus cramptoni   |
|  |                            |
|  | Rhomaleosaurus zetlandicus |
|  |                            |

|  | Borealonectes russelli |
|  |                        |
|  | Maresaurus coccai      |
|  |                        |

|  | Rhomaleosaurus thorntoni                                                                |
|  |                                                                                         |
|  | \| \| Rhomaleosaurus cramptoni \| \| \| \| \| \| Rhomaleosaurus zetlandicus \| \| \| \| |
|  |                                                                                         |
|  | Rhomaleosaurus cramptoni                                                                |
|  |                                                                                         |
|  | Rhomaleosaurus zetlandicus                                                              |
|  |                                                                                         |

|  | Rhomaleosaurus cramptoni   |
|  |                            |
|  | Rhomaleosaurus zetlandicus |
|  |                            |

|  | Borealonectes russelli |
|  |                        |
|  | Maresaurus coccai      |
|  |                        |

|  | Rhomaleosaurus thorntoni                                                                |
|  |                                                                                         |
|  | \| \| Rhomaleosaurus cramptoni \| \| \| \| \| \| Rhomaleosaurus zetlandicus \| \| \| \| |
|  |                                                                                         |
|  | Rhomaleosaurus cramptoni                                                                |
|  |                                                                                         |
|  | Rhomaleosaurus zetlandicus                                                              |
|  |                                                                                         |

|  | Rhomaleosaurus cramptoni   |
|  |                            |
|  | Rhomaleosaurus zetlandicus |
|  |                            |

|  | Borealonectes russelli |
|  |                        |
|  | Maresaurus coccai      |
|  |                        |

|  | Rhomaleosaurus thorntoni                                                                |
|  |                                                                                         |
|  | \| \| Rhomaleosaurus cramptoni \| \| \| \| \| \| Rhomaleosaurus zetlandicus \| \| \| \| |
|  |                                                                                         |
|  | Rhomaleosaurus cramptoni                                                                |
|  |                                                                                         |
|  | Rhomaleosaurus zetlandicus                                                              |
|  |                                                                                         |

|  | Rhomaleosaurus cramptoni   |
|  |                            |
|  | Rhomaleosaurus zetlandicus |
|  |                            |

|  | Borealonectes russelli |
|  |                        |
|  | Maresaurus coccai      |
|  |                        |

|  | Rhomaleosaurus thorntoni                                                                |
|  |                                                                                         |
|  | \| \| Rhomaleosaurus cramptoni \| \| \| \| \| \| Rhomaleosaurus zetlandicus \| \| \| \| |
|  |                                                                                         |
|  | Rhomaleosaurus cramptoni                                                                |
|  |                                                                                         |
|  | Rhomaleosaurus zetlandicus                                                              |
|  |                                                                                         |

|  | Rhomaleosaurus cramptoni   |
|  |                            |
|  | Rhomaleosaurus zetlandicus |
|  |                            |

|  | Borealonectes russelli |
|  |                        |
|  | Maresaurus coccai      |
|  |                        |

|  | Rhomaleosaurus thorntoni                                                                |
|  |                                                                                         |
|  | \| \| Rhomaleosaurus cramptoni \| \| \| \| \| \| Rhomaleosaurus zetlandicus \| \| \| \| |
|  |                                                                                         |
|  | Rhomaleosaurus cramptoni                                                                |
|  |                                                                                         |
|  | Rhomaleosaurus zetlandicus                                                              |
|  |                                                                                         |

|  | Rhomaleosaurus cramptoni   |
|  |                            |
|  | Rhomaleosaurus zetlandicus |
|  |                            |

|  | Borealonectes russelli |
|  |                        |
|  | Maresaurus coccai      |
|  |                        |

|  | Rhomaleosaurus thorntoni                                                                |
|  |                                                                                         |
|  | \| \| Rhomaleosaurus cramptoni \| \| \| \| \| \| Rhomaleosaurus zetlandicus \| \| \| \| |
|  |                                                                                         |
|  | Rhomaleosaurus cramptoni                                                                |
|  |                                                                                         |
|  | Rhomaleosaurus zetlandicus                                                              |
|  |                                                                                         |

|  | Rhomaleosaurus cramptoni   |
|  |                            |
|  | Rhomaleosaurus zetlandicus |
|  |                            |

|  | Borealonectes russelli |
|  |                        |
|  | Maresaurus coccai      |
|  |                        |

|  | Rhomaleosaurus thorntoni                                                                |
|  |                                                                                         |
|  | \| \| Rhomaleosaurus cramptoni \| \| \| \| \| \| Rhomaleosaurus zetlandicus \| \| \| \| |
|  |                                                                                         |
|  | Rhomaleosaurus cramptoni                                                                |
|  |                                                                                         |
|  | Rhomaleosaurus zetlandicus                                                              |
|  |                                                                                         |

|  | Rhomaleosaurus cramptoni   |
|  |                            |
|  | Rhomaleosaurus zetlandicus |
|  |                            |

|  | Borealonectes russelli |
|  |                        |
|  | Maresaurus coccai      |
|  |                        |

|  | Rhomaleosaurus thorntoni                                                                |
|  |                                                                                         |
|  | \| \| Rhomaleosaurus cramptoni \| \| \| \| \| \| Rhomaleosaurus zetlandicus \| \| \| \| |
|  |                                                                                         |
|  | Rhomaleosaurus cramptoni                                                                |
|  |                                                                                         |
|  | Rhomaleosaurus zetlandicus                                                              |
|  |                                                                                         |

|  | Rhomaleosaurus cramptoni   |
|  |                            |
|  | Rhomaleosaurus zetlandicus |
|  |                            |

|  | Borealonectes russelli |
|  |                        |
|  | Maresaurus coccai      |
|  |                        |

|  | Rhomaleosaurus thorntoni                                                                |
|  |                                                                                         |
|  | \| \| Rhomaleosaurus cramptoni \| \| \| \| \| \| Rhomaleosaurus zetlandicus \| \| \| \| |
|  |                                                                                         |
|  | Rhomaleosaurus cramptoni                                                                |
|  |                                                                                         |
|  | Rhomaleosaurus zetlandicus                                                              |
|  |                                                                                         |

|  | Rhomaleosaurus cramptoni   |
|  |                            |
|  | Rhomaleosaurus zetlandicus |
|  |                            |

| Neoplesiosauria | \| \| Pliosauridae \| \| \| \| \| \| Plesiosauroidea \| \| \| \| |
|                 | \| \| Pliosauridae \| \| \| \| \| \| Plesiosauroidea \| \| \| \| |
|                 | Pliosauridae                                                     |
|                 |                                                                  |
|                 | Plesiosauroidea                                                  |
|                 |                                                                  |

|  | Pliosauridae    |
|  |                 |
|  | Plesiosauroidea |
|  |                 |

|  | Borealonectes russelli |
|  |                        |
|  | Maresaurus coccai      |
|  |                        |

|  | Rhomaleosaurus thorntoni                                                                |
|  |                                                                                         |
|  | \| \| Rhomaleosaurus cramptoni \| \| \| \| \| \| Rhomaleosaurus zetlandicus \| \| \| \| |
|  |                                                                                         |
|  | Rhomaleosaurus cramptoni                                                                |
|  |                                                                                         |
|  | Rhomaleosaurus zetlandicus                                                              |
|  |                                                                                         |

|  | Rhomaleosaurus cramptoni   |
|  |                            |
|  | Rhomaleosaurus zetlandicus |
|  |                            |

|  | Borealonectes russelli |
|  |                        |
|  | Maresaurus coccai      |
|  |                        |

|  | Rhomaleosaurus thorntoni                                                                |
|  |                                                                                         |
|  | \| \| Rhomaleosaurus cramptoni \| \| \| \| \| \| Rhomaleosaurus zetlandicus \| \| \| \| |
|  |                                                                                         |
|  | Rhomaleosaurus cramptoni                                                                |
|  |                                                                                         |
|  | Rhomaleosaurus zetlandicus                                                              |
|  |                                                                                         |

|  | Rhomaleosaurus cramptoni   |
|  |                            |
|  | Rhomaleosaurus zetlandicus |
|  |                            |

|  | Borealonectes russelli |
|  |                        |
|  | Maresaurus coccai      |
|  |                        |

|  | Rhomaleosaurus thorntoni                                                                |
|  |                                                                                         |
|  | \| \| Rhomaleosaurus cramptoni \| \| \| \| \| \| Rhomaleosaurus zetlandicus \| \| \| \| |
|  |                                                                                         |
|  | Rhomaleosaurus cramptoni                                                                |
|  |                                                                                         |
|  | Rhomaleosaurus zetlandicus                                                              |
|  |                                                                                         |

|  | Rhomaleosaurus cramptoni   |
|  |                            |
|  | Rhomaleosaurus zetlandicus |
|  |                            |

|  | Borealonectes russelli |
|  |                        |
|  | Maresaurus coccai      |
|  |                        |

|  | Rhomaleosaurus thorntoni                                                                |
|  |                                                                                         |
|  | \| \| Rhomaleosaurus cramptoni \| \| \| \| \| \| Rhomaleosaurus zetlandicus \| \| \| \| |
|  |                                                                                         |
|  | Rhomaleosaurus cramptoni                                                                |
|  |                                                                                         |
|  | Rhomaleosaurus zetlandicus                                                              |
|  |                                                                                         |

|  | Rhomaleosaurus cramptoni   |
|  |                            |
|  | Rhomaleosaurus zetlandicus |
|  |                            |

|  | Borealonectes russelli |
|  |                        |
|  | Maresaurus coccai      |
|  |                        |

|  | Rhomaleosaurus thorntoni                                                                |
|  |                                                                                         |
|  | \| \| Rhomaleosaurus cramptoni \| \| \| \| \| \| Rhomaleosaurus zetlandicus \| \| \| \| |
|  |                                                                                         |
|  | Rhomaleosaurus cramptoni                                                                |
|  |                                                                                         |
|  | Rhomaleosaurus zetlandicus                                                              |
|  |                                                                                         |

|  | Rhomaleosaurus cramptoni   |
|  |                            |
|  | Rhomaleosaurus zetlandicus |
|  |                            |

|  | Borealonectes russelli |
|  |                        |
|  | Maresaurus coccai      |
|  |                        |

|  | Rhomaleosaurus thorntoni                                                                |
|  |                                                                                         |
|  | \| \| Rhomaleosaurus cramptoni \| \| \| \| \| \| Rhomaleosaurus zetlandicus \| \| \| \| |
|  |                                                                                         |
|  | Rhomaleosaurus cramptoni                                                                |
|  |                                                                                         |
|  | Rhomaleosaurus zetlandicus                                                              |
|  |                                                                                         |

|  | Rhomaleosaurus cramptoni   |
|  |                            |
|  | Rhomaleosaurus zetlandicus |
|  |                            |

|  | Borealonectes russelli |
|  |                        |
|  | Maresaurus coccai      |
|  |                        |

|  | Rhomaleosaurus thorntoni                                                                |
|  |                                                                                         |
|  | \| \| Rhomaleosaurus cramptoni \| \| \| \| \| \| Rhomaleosaurus zetlandicus \| \| \| \| |
|  |                                                                                         |
|  | Rhomaleosaurus cramptoni                                                                |
|  |                                                                                         |
|  | Rhomaleosaurus zetlandicus                                                              |
|  |                                                                                         |

|  | Rhomaleosaurus cramptoni   |
|  |                            |
|  | Rhomaleosaurus zetlandicus |
|  |                            |

|  | Borealonectes russelli |
|  |                        |
|  | Maresaurus coccai      |
|  |                        |

|  | Rhomaleosaurus thorntoni                                                                |
|  |                                                                                         |
|  | \| \| Rhomaleosaurus cramptoni \| \| \| \| \| \| Rhomaleosaurus zetlandicus \| \| \| \| |
|  |                                                                                         |
|  | Rhomaleosaurus cramptoni                                                                |
|  |                                                                                         |
|  | Rhomaleosaurus zetlandicus                                                              |
|  |                                                                                         |

|  | Rhomaleosaurus cramptoni   |
|  |                            |
|  | Rhomaleosaurus zetlandicus |
|  |                            |

|  | Borealonectes russelli |
|  |                        |
|  | Maresaurus coccai      |
|  |                        |

|  | Rhomaleosaurus thorntoni                                                                |
|  |                                                                                         |
|  | \| \| Rhomaleosaurus cramptoni \| \| \| \| \| \| Rhomaleosaurus zetlandicus \| \| \| \| |
|  |                                                                                         |
|  | Rhomaleosaurus cramptoni                                                                |
|  |                                                                                         |
|  | Rhomaleosaurus zetlandicus                                                              |
|  |                                                                                         |

|  | Rhomaleosaurus cramptoni   |
|  |                            |
|  | Rhomaleosaurus zetlandicus |
|  |                            |

|  | Borealonectes russelli |
|  |                        |
|  | Maresaurus coccai      |
|  |                        |

|  | Rhomaleosaurus thorntoni                                                                |
|  |                                                                                         |
|  | \| \| Rhomaleosaurus cramptoni \| \| \| \| \| \| Rhomaleosaurus zetlandicus \| \| \| \| |
|  |                                                                                         |
|  | Rhomaleosaurus cramptoni                                                                |
|  |                                                                                         |
|  | Rhomaleosaurus zetlandicus                                                              |
|  |                                                                                         |

|  | Rhomaleosaurus cramptoni   |
|  |                            |
|  | Rhomaleosaurus zetlandicus |
|  |                            |

|  | Borealonectes russelli |
|  |                        |
|  | Maresaurus coccai      |
|  |                        |

|  | Rhomaleosaurus thorntoni                                                                |
|  |                                                                                         |
|  | \| \| Rhomaleosaurus cramptoni \| \| \| \| \| \| Rhomaleosaurus zetlandicus \| \| \| \| |
|  |                                                                                         |
|  | Rhomaleosaurus cramptoni                                                                |
|  |                                                                                         |
|  | Rhomaleosaurus zetlandicus                                                              |
|  |                                                                                         |

|  | Rhomaleosaurus cramptoni   |
|  |                            |
|  | Rhomaleosaurus zetlandicus |
|  |                            |

|  | Borealonectes russelli |
|  |                        |
|  | Maresaurus coccai      |
|  |                        |

|  | Rhomaleosaurus thorntoni                                                                |
|  |                                                                                         |
|  | \| \| Rhomaleosaurus cramptoni \| \| \| \| \| \| Rhomaleosaurus zetlandicus \| \| \| \| |
|  |                                                                                         |
|  | Rhomaleosaurus cramptoni                                                                |
|  |                                                                                         |
|  | Rhomaleosaurus zetlandicus                                                              |
|  |                                                                                         |

|  | Rhomaleosaurus cramptoni   |
|  |                            |
|  | Rhomaleosaurus zetlandicus |
|  |                            |

|  | Borealonectes russelli |
|  |                        |
|  | Maresaurus coccai      |
|  |                        |

|  | Rhomaleosaurus thorntoni                                                                |
|  |                                                                                         |
|  | \| \| Rhomaleosaurus cramptoni \| \| \| \| \| \| Rhomaleosaurus zetlandicus \| \| \| \| |
|  |                                                                                         |
|  | Rhomaleosaurus cramptoni                                                                |
|  |                                                                                         |
|  | Rhomaleosaurus zetlandicus                                                              |
|  |                                                                                         |

|  | Rhomaleosaurus cramptoni   |
|  |                            |
|  | Rhomaleosaurus zetlandicus |
|  |                            |

|  | Borealonectes russelli |
|  |                        |
|  | Maresaurus coccai      |
|  |                        |

|  | Rhomaleosaurus thorntoni                                                                |
|  |                                                                                         |
|  | \| \| Rhomaleosaurus cramptoni \| \| \| \| \| \| Rhomaleosaurus zetlandicus \| \| \| \| |
|  |                                                                                         |
|  | Rhomaleosaurus cramptoni                                                                |
|  |                                                                                         |
|  | Rhomaleosaurus zetlandicus                                                              |
|  |                                                                                         |

|  | Rhomaleosaurus cramptoni   |
|  |                            |
|  | Rhomaleosaurus zetlandicus |
|  |                            |

|  | Borealonectes russelli |
|  |                        |
|  | Maresaurus coccai      |
|  |                        |

|  | Rhomaleosaurus thorntoni                                                                |
|  |                                                                                         |
|  | \| \| Rhomaleosaurus cramptoni \| \| \| \| \| \| Rhomaleosaurus zetlandicus \| \| \| \| |
|  |                                                                                         |
|  | Rhomaleosaurus cramptoni                                                                |
|  |                                                                                         |
|  | Rhomaleosaurus zetlandicus                                                              |
|  |                                                                                         |

|  | Rhomaleosaurus cramptoni   |
|  |                            |
|  | Rhomaleosaurus zetlandicus |
|  |                            |

|  | Borealonectes russelli |
|  |                        |
|  | Maresaurus coccai      |
|  |                        |

|  | Rhomaleosaurus thorntoni                                                                |
|  |                                                                                         |
|  | \| \| Rhomaleosaurus cramptoni \| \| \| \| \| \| Rhomaleosaurus zetlandicus \| \| \| \| |
|  |                                                                                         |
|  | Rhomaleosaurus cramptoni                                                                |
|  |                                                                                         |
|  | Rhomaleosaurus zetlandicus                                                              |
|  |                                                                                         |

|  | Rhomaleosaurus cramptoni   |
|  |                            |
|  | Rhomaleosaurus zetlandicus |
|  |                            |

|  | Borealonectes russelli |
|  |                        |
|  | Maresaurus coccai      |
|  |                        |

|  | Rhomaleosaurus thorntoni                                                                |
|  |                                                                                         |
|  | \| \| Rhomaleosaurus cramptoni \| \| \| \| \| \| Rhomaleosaurus zetlandicus \| \| \| \| |
|  |                                                                                         |
|  | Rhomaleosaurus cramptoni                                                                |
|  |                                                                                         |
|  | Rhomaleosaurus zetlandicus                                                              |
|  |                                                                                         |

|  | Rhomaleosaurus cramptoni   |
|  |                            |
|  | Rhomaleosaurus zetlandicus |
|  |                            |

|  | Borealonectes russelli |
|  |                        |
|  | Maresaurus coccai      |
|  |                        |

|  | Rhomaleosaurus thorntoni                                                                |
|  |                                                                                         |
|  | \| \| Rhomaleosaurus cramptoni \| \| \| \| \| \| Rhomaleosaurus zetlandicus \| \| \| \| |
|  |                                                                                         |
|  | Rhomaleosaurus cramptoni                                                                |
|  |                                                                                         |
|  | Rhomaleosaurus zetlandicus                                                              |
|  |                                                                                         |

|  | Rhomaleosaurus cramptoni   |
|  |                            |
|  | Rhomaleosaurus zetlandicus |
|  |                            |

|  | Borealonectes russelli |
|  |                        |
|  | Maresaurus coccai      |
|  |                        |

|  | Rhomaleosaurus thorntoni                                                                |
|  |                                                                                         |
|  | \| \| Rhomaleosaurus cramptoni \| \| \| \| \| \| Rhomaleosaurus zetlandicus \| \| \| \| |
|  |                                                                                         |
|  | Rhomaleosaurus cramptoni                                                                |
|  |                                                                                         |
|  | Rhomaleosaurus zetlandicus                                                              |
|  |                                                                                         |

|  | Rhomaleosaurus cramptoni   |
|  |                            |
|  | Rhomaleosaurus zetlandicus |
|  |                            |

|  | Borealonectes russelli |
|  |                        |
|  | Maresaurus coccai      |
|  |                        |

|  | Rhomaleosaurus thorntoni                                                                |
|  |                                                                                         |
|  | \| \| Rhomaleosaurus cramptoni \| \| \| \| \| \| Rhomaleosaurus zetlandicus \| \| \| \| |
|  |                                                                                         |
|  | Rhomaleosaurus cramptoni                                                                |
|  |                                                                                         |
|  | Rhomaleosaurus zetlandicus                                                              |
|  |                                                                                         |

|  | Rhomaleosaurus cramptoni   |
|  |                            |
|  | Rhomaleosaurus zetlandicus |
|  |                            |

|  | Borealonectes russelli |
|  |                        |
|  | Maresaurus coccai      |
|  |                        |

|  | Rhomaleosaurus thorntoni                                                                |
|  |                                                                                         |
|  | \| \| Rhomaleosaurus cramptoni \| \| \| \| \| \| Rhomaleosaurus zetlandicus \| \| \| \| |
|  |                                                                                         |
|  | Rhomaleosaurus cramptoni                                                                |
|  |                                                                                         |
|  | Rhomaleosaurus zetlandicus                                                              |
|  |                                                                                         |

|  | Rhomaleosaurus cramptoni   |
|  |                            |
|  | Rhomaleosaurus zetlandicus |
|  |                            |

|  | Borealonectes russelli |
|  |                        |
|  | Maresaurus coccai      |
|  |                        |

|  | Rhomaleosaurus thorntoni                                                                |
|  |                                                                                         |
|  | \| \| Rhomaleosaurus cramptoni \| \| \| \| \| \| Rhomaleosaurus zetlandicus \| \| \| \| |
|  |                                                                                         |
|  | Rhomaleosaurus cramptoni                                                                |
|  |                                                                                         |
|  | Rhomaleosaurus zetlandicus                                                              |
|  |                                                                                         |

|  | Rhomaleosaurus cramptoni   |
|  |                            |
|  | Rhomaleosaurus zetlandicus |
|  |                            |

|  | Borealonectes russelli |
|  |                        |
|  | Maresaurus coccai      |
|  |                        |

|  | Rhomaleosaurus thorntoni                                                                |
|  |                                                                                         |
|  | \| \| Rhomaleosaurus cramptoni \| \| \| \| \| \| Rhomaleosaurus zetlandicus \| \| \| \| |
|  |                                                                                         |
|  | Rhomaleosaurus cramptoni                                                                |
|  |                                                                                         |
|  | Rhomaleosaurus zetlandicus                                                              |
|  |                                                                                         |

|  | Rhomaleosaurus cramptoni   |
|  |                            |
|  | Rhomaleosaurus zetlandicus |
|  |                            |

|  | Borealonectes russelli |
|  |                        |
|  | Maresaurus coccai      |
|  |                        |

|  | Rhomaleosaurus thorntoni                                                                |
|  |                                                                                         |
|  | \| \| Rhomaleosaurus cramptoni \| \| \| \| \| \| Rhomaleosaurus zetlandicus \| \| \| \| |
|  |                                                                                         |
|  | Rhomaleosaurus cramptoni                                                                |
|  |                                                                                         |
|  | Rhomaleosaurus zetlandicus                                                              |
|  |                                                                                         |

|  | Rhomaleosaurus cramptoni   |
|  |                            |
|  | Rhomaleosaurus zetlandicus |
|  |                            |

|  | Borealonectes russelli |
|  |                        |
|  | Maresaurus coccai      |
|  |                        |

|  | Rhomaleosaurus thorntoni                                                                |
|  |                                                                                         |
|  | \| \| Rhomaleosaurus cramptoni \| \| \| \| \| \| Rhomaleosaurus zetlandicus \| \| \| \| |
|  |                                                                                         |
|  | Rhomaleosaurus cramptoni                                                                |
|  |                                                                                         |
|  | Rhomaleosaurus zetlandicus                                                              |
|  |                                                                                         |

|  | Rhomaleosaurus cramptoni   |
|  |                            |
|  | Rhomaleosaurus zetlandicus |
|  |                            |

|  | Borealonectes russelli |
|  |                        |
|  | Maresaurus coccai      |
|  |                        |

|  | Rhomaleosaurus thorntoni                                                                |
|  |                                                                                         |
|  | \| \| Rhomaleosaurus cramptoni \| \| \| \| \| \| Rhomaleosaurus zetlandicus \| \| \| \| |
|  |                                                                                         |
|  | Rhomaleosaurus cramptoni                                                                |
|  |                                                                                         |
|  | Rhomaleosaurus zetlandicus                                                              |
|  |                                                                                         |

|  | Rhomaleosaurus cramptoni   |
|  |                            |
|  | Rhomaleosaurus zetlandicus |
|  |                            |

|  | Borealonectes russelli |
|  |                        |
|  | Maresaurus coccai      |
|  |                        |

|  | Rhomaleosaurus thorntoni                                                                |
|  |                                                                                         |
|  | \| \| Rhomaleosaurus cramptoni \| \| \| \| \| \| Rhomaleosaurus zetlandicus \| \| \| \| |
|  |                                                                                         |
|  | Rhomaleosaurus cramptoni                                                                |
|  |                                                                                         |
|  | Rhomaleosaurus zetlandicus                                                              |
|  |                                                                                         |

|  | Rhomaleosaurus cramptoni   |
|  |                            |
|  | Rhomaleosaurus zetlandicus |
|  |                            |

|  | Borealonectes russelli |
|  |                        |
|  | Maresaurus coccai      |
|  |                        |

|  | Rhomaleosaurus thorntoni                                                                |
|  |                                                                                         |
|  | \| \| Rhomaleosaurus cramptoni \| \| \| \| \| \| Rhomaleosaurus zetlandicus \| \| \| \| |
|  |                                                                                         |
|  | Rhomaleosaurus cramptoni                                                                |
|  |                                                                                         |
|  | Rhomaleosaurus zetlandicus                                                              |
|  |                                                                                         |

|  | Rhomaleosaurus cramptoni   |
|  |                            |
|  | Rhomaleosaurus zetlandicus |
|  |                            |

|  | Borealonectes russelli |
|  |                        |
|  | Maresaurus coccai      |
|  |                        |

|  | Rhomaleosaurus thorntoni                                                                |
|  |                                                                                         |
|  | \| \| Rhomaleosaurus cramptoni \| \| \| \| \| \| Rhomaleosaurus zetlandicus \| \| \| \| |
|  |                                                                                         |
|  | Rhomaleosaurus cramptoni                                                                |
|  |                                                                                         |
|  | Rhomaleosaurus zetlandicus                                                              |
|  |                                                                                         |

|  | Rhomaleosaurus cramptoni   |
|  |                            |
|  | Rhomaleosaurus zetlandicus |
|  |                            |

|  | Borealonectes russelli |
|  |                        |
|  | Maresaurus coccai      |
|  |                        |

|  | Rhomaleosaurus thorntoni                                                                |
|  |                                                                                         |
|  | \| \| Rhomaleosaurus cramptoni \| \| \| \| \| \| Rhomaleosaurus zetlandicus \| \| \| \| |
|  |                                                                                         |
|  | Rhomaleosaurus cramptoni                                                                |
|  |                                                                                         |
|  | Rhomaleosaurus zetlandicus                                                              |
|  |                                                                                         |

|  | Rhomaleosaurus cramptoni   |
|  |                            |
|  | Rhomaleosaurus zetlandicus |
|  |                            |

|  | Borealonectes russelli |
|  |                        |
|  | Maresaurus coccai      |
|  |                        |

|  | Rhomaleosaurus thorntoni                                                                |
|  |                                                                                         |
|  | \| \| Rhomaleosaurus cramptoni \| \| \| \| \| \| Rhomaleosaurus zetlandicus \| \| \| \| |
|  |                                                                                         |
|  | Rhomaleosaurus cramptoni                                                                |
|  |                                                                                         |
|  | Rhomaleosaurus zetlandicus                                                              |
|  |                                                                                         |

|  | Rhomaleosaurus cramptoni   |
|  |                            |
|  | Rhomaleosaurus zetlandicus |
|  |                            |

|  | Borealonectes russelli |
|  |                        |
|  | Maresaurus coccai      |
|  |                        |

|  | Rhomaleosaurus thorntoni                                                                |
|  |                                                                                         |
|  | \| \| Rhomaleosaurus cramptoni \| \| \| \| \| \| Rhomaleosaurus zetlandicus \| \| \| \| |
|  |                                                                                         |
|  | Rhomaleosaurus cramptoni                                                                |
|  |                                                                                         |
|  | Rhomaleosaurus zetlandicus                                                              |
|  |                                                                                         |

|  | Rhomaleosaurus cramptoni   |
|  |                            |
|  | Rhomaleosaurus zetlandicus |
|  |                            |

| Neoplesiosauria | \| \| Pliosauridae \| \| \| \| \| \| Plesiosauroidea \| \| \| \| |
|                 | \| \| Pliosauridae \| \| \| \| \| \| Plesiosauroidea \| \| \| \| |
|                 | Pliosauridae                                                     |
|                 |                                                                  |
|                 | Plesiosauroidea                                                  |
|                 |                                                                  |

|  | Pliosauridae    |
|  |                 |
|  | Plesiosauroidea |
|  |                 |

|  | Borealonectes russelli |
|  |                        |
|  | Maresaurus coccai      |
|  |                        |

|  | Rhomaleosaurus thorntoni                                                                |
|  |                                                                                         |
|  | \| \| Rhomaleosaurus cramptoni \| \| \| \| \| \| Rhomaleosaurus zetlandicus \| \| \| \| |
|  |                                                                                         |
|  | Rhomaleosaurus cramptoni                                                                |
|  |                                                                                         |
|  | Rhomaleosaurus zetlandicus                                                              |
|  |                                                                                         |

|  | Rhomaleosaurus cramptoni   |
|  |                            |
|  | Rhomaleosaurus zetlandicus |
|  |                            |

|  | Borealonectes russelli |
|  |                        |
|  | Maresaurus coccai      |
|  |                        |

|  | Rhomaleosaurus thorntoni                                                                |
|  |                                                                                         |
|  | \| \| Rhomaleosaurus cramptoni \| \| \| \| \| \| Rhomaleosaurus zetlandicus \| \| \| \| |
|  |                                                                                         |
|  | Rhomaleosaurus cramptoni                                                                |
|  |                                                                                         |
|  | Rhomaleosaurus zetlandicus                                                              |
|  |                                                                                         |

|  | Rhomaleosaurus cramptoni   |
|  |                            |
|  | Rhomaleosaurus zetlandicus |
|  |                            |

|  | Borealonectes russelli |
|  |                        |
|  | Maresaurus coccai      |
|  |                        |

|  | Rhomaleosaurus thorntoni                                                                |
|  |                                                                                         |
|  | \| \| Rhomaleosaurus cramptoni \| \| \| \| \| \| Rhomaleosaurus zetlandicus \| \| \| \| |
|  |                                                                                         |
|  | Rhomaleosaurus cramptoni                                                                |
|  |                                                                                         |
|  | Rhomaleosaurus zetlandicus                                                              |
|  |                                                                                         |

|  | Rhomaleosaurus cramptoni   |
|  |                            |
|  | Rhomaleosaurus zetlandicus |
|  |                            |

|  | Borealonectes russelli |
|  |                        |
|  | Maresaurus coccai      |
|  |                        |

|  | Rhomaleosaurus thorntoni                                                                |
|  |                                                                                         |
|  | \| \| Rhomaleosaurus cramptoni \| \| \| \| \| \| Rhomaleosaurus zetlandicus \| \| \| \| |
|  |                                                                                         |
|  | Rhomaleosaurus cramptoni                                                                |
|  |                                                                                         |
|  | Rhomaleosaurus zetlandicus                                                              |
|  |                                                                                         |

|  | Rhomaleosaurus cramptoni   |
|  |                            |
|  | Rhomaleosaurus zetlandicus |
|  |                            |

|  | Borealonectes russelli |
|  |                        |
|  | Maresaurus coccai      |
|  |                        |

|  | Rhomaleosaurus thorntoni                                                                |
|  |                                                                                         |
|  | \| \| Rhomaleosaurus cramptoni \| \| \| \| \| \| Rhomaleosaurus zetlandicus \| \| \| \| |
|  |                                                                                         |
|  | Rhomaleosaurus cramptoni                                                                |
|  |                                                                                         |
|  | Rhomaleosaurus zetlandicus                                                              |
|  |                                                                                         |

|  | Rhomaleosaurus cramptoni   |
|  |                            |
|  | Rhomaleosaurus zetlandicus |
|  |                            |

|  | Borealonectes russelli |
|  |                        |
|  | Maresaurus coccai      |
|  |                        |

|  | Rhomaleosaurus thorntoni                                                                |
|  |                                                                                         |
|  | \| \| Rhomaleosaurus cramptoni \| \| \| \| \| \| Rhomaleosaurus zetlandicus \| \| \| \| |
|  |                                                                                         |
|  | Rhomaleosaurus cramptoni                                                                |
|  |                                                                                         |
|  | Rhomaleosaurus zetlandicus                                                              |
|  |                                                                                         |

|  | Rhomaleosaurus cramptoni   |
|  |                            |
|  | Rhomaleosaurus zetlandicus |
|  |                            |

|  | Borealonectes russelli |
|  |                        |
|  | Maresaurus coccai      |
|  |                        |

|  | Rhomaleosaurus thorntoni                                                                |
|  |                                                                                         |
|  | \| \| Rhomaleosaurus cramptoni \| \| \| \| \| \| Rhomaleosaurus zetlandicus \| \| \| \| |
|  |                                                                                         |
|  | Rhomaleosaurus cramptoni                                                                |
|  |                                                                                         |
|  | Rhomaleosaurus zetlandicus                                                              |
|  |                                                                                         |

|  | Rhomaleosaurus cramptoni   |
|  |                            |
|  | Rhomaleosaurus zetlandicus |
|  |                            |

|  | Borealonectes russelli |
|  |                        |
|  | Maresaurus coccai      |
|  |                        |

|  | Rhomaleosaurus thorntoni                                                                |
|  |                                                                                         |
|  | \| \| Rhomaleosaurus cramptoni \| \| \| \| \| \| Rhomaleosaurus zetlandicus \| \| \| \| |
|  |                                                                                         |
|  | Rhomaleosaurus cramptoni                                                                |
|  |                                                                                         |
|  | Rhomaleosaurus zetlandicus                                                              |
|  |                                                                                         |

|  | Rhomaleosaurus cramptoni   |
|  |                            |
|  | Rhomaleosaurus zetlandicus |
|  |                            |

|  | Borealonectes russelli |
|  |                        |
|  | Maresaurus coccai      |
|  |                        |

|  | Rhomaleosaurus thorntoni                                                                |
|  |                                                                                         |
|  | \| \| Rhomaleosaurus cramptoni \| \| \| \| \| \| Rhomaleosaurus zetlandicus \| \| \| \| |
|  |                                                                                         |
|  | Rhomaleosaurus cramptoni                                                                |
|  |                                                                                         |
|  | Rhomaleosaurus zetlandicus                                                              |
|  |                                                                                         |

|  | Rhomaleosaurus cramptoni   |
|  |                            |
|  | Rhomaleosaurus zetlandicus |
|  |                            |

|  | Borealonectes russelli |
|  |                        |
|  | Maresaurus coccai      |
|  |                        |

|  | Rhomaleosaurus thorntoni                                                                |
|  |                                                                                         |
|  | \| \| Rhomaleosaurus cramptoni \| \| \| \| \| \| Rhomaleosaurus zetlandicus \| \| \| \| |
|  |                                                                                         |
|  | Rhomaleosaurus cramptoni                                                                |
|  |                                                                                         |
|  | Rhomaleosaurus zetlandicus                                                              |
|  |                                                                                         |

|  | Rhomaleosaurus cramptoni   |
|  |                            |
|  | Rhomaleosaurus zetlandicus |
|  |                            |

|  | Borealonectes russelli |
|  |                        |
|  | Maresaurus coccai      |
|  |                        |

|  | Rhomaleosaurus thorntoni                                                                |
|  |                                                                                         |
|  | \| \| Rhomaleosaurus cramptoni \| \| \| \| \| \| Rhomaleosaurus zetlandicus \| \| \| \| |
|  |                                                                                         |
|  | Rhomaleosaurus cramptoni                                                                |
|  |                                                                                         |
|  | Rhomaleosaurus zetlandicus                                                              |
|  |                                                                                         |

|  | Rhomaleosaurus cramptoni   |
|  |                            |
|  | Rhomaleosaurus zetlandicus |
|  |                            |

|  | Borealonectes russelli |
|  |                        |
|  | Maresaurus coccai      |
|  |                        |

|  | Rhomaleosaurus thorntoni                                                                |
|  |                                                                                         |
|  | \| \| Rhomaleosaurus cramptoni \| \| \| \| \| \| Rhomaleosaurus zetlandicus \| \| \| \| |
|  |                                                                                         |
|  | Rhomaleosaurus cramptoni                                                                |
|  |                                                                                         |
|  | Rhomaleosaurus zetlandicus                                                              |
|  |                                                                                         |

|  | Rhomaleosaurus cramptoni   |
|  |                            |
|  | Rhomaleosaurus zetlandicus |
|  |                            |

|  | Borealonectes russelli |
|  |                        |
|  | Maresaurus coccai      |
|  |                        |

|  | Rhomaleosaurus thorntoni                                                                |
|  |                                                                                         |
|  | \| \| Rhomaleosaurus cramptoni \| \| \| \| \| \| Rhomaleosaurus zetlandicus \| \| \| \| |
|  |                                                                                         |
|  | Rhomaleosaurus cramptoni                                                                |
|  |                                                                                         |
|  | Rhomaleosaurus zetlandicus                                                              |
|  |                                                                                         |

|  | Rhomaleosaurus cramptoni   |
|  |                            |
|  | Rhomaleosaurus zetlandicus |
|  |                            |

|  | Borealonectes russelli |
|  |                        |
|  | Maresaurus coccai      |
|  |                        |

|  | Rhomaleosaurus thorntoni                                                                |
|  |                                                                                         |
|  | \| \| Rhomaleosaurus cramptoni \| \| \| \| \| \| Rhomaleosaurus zetlandicus \| \| \| \| |
|  |                                                                                         |
|  | Rhomaleosaurus cramptoni                                                                |
|  |                                                                                         |
|  | Rhomaleosaurus zetlandicus                                                              |
|  |                                                                                         |

|  | Rhomaleosaurus cramptoni   |
|  |                            |
|  | Rhomaleosaurus zetlandicus |
|  |                            |

|  | Borealonectes russelli |
|  |                        |
|  | Maresaurus coccai      |
|  |                        |

|  | Rhomaleosaurus thorntoni                                                                |
|  |                                                                                         |
|  | \| \| Rhomaleosaurus cramptoni \| \| \| \| \| \| Rhomaleosaurus zetlandicus \| \| \| \| |
|  |                                                                                         |
|  | Rhomaleosaurus cramptoni                                                                |
|  |                                                                                         |
|  | Rhomaleosaurus zetlandicus                                                              |
|  |                                                                                         |

|  | Rhomaleosaurus cramptoni   |
|  |                            |
|  | Rhomaleosaurus zetlandicus |
|  |                            |

|  | Borealonectes russelli |
|  |                        |
|  | Maresaurus coccai      |
|  |                        |

|  | Rhomaleosaurus thorntoni                                                                |
|  |                                                                                         |
|  | \| \| Rhomaleosaurus cramptoni \| \| \| \| \| \| Rhomaleosaurus zetlandicus \| \| \| \| |
|  |                                                                                         |
|  | Rhomaleosaurus cramptoni                                                                |
|  |                                                                                         |
|  | Rhomaleosaurus zetlandicus                                                              |
|  |                                                                                         |

|  | Rhomaleosaurus cramptoni   |
|  |                            |
|  | Rhomaleosaurus zetlandicus |
|  |                            |

|  | Borealonectes russelli |
|  |                        |
|  | Maresaurus coccai      |
|  |                        |

|  | Rhomaleosaurus thorntoni                                                                |
|  |                                                                                         |
|  | \| \| Rhomaleosaurus cramptoni \| \| \| \| \| \| Rhomaleosaurus zetlandicus \| \| \| \| |
|  |                                                                                         |
|  | Rhomaleosaurus cramptoni                                                                |
|  |                                                                                         |
|  | Rhomaleosaurus zetlandicus                                                              |
|  |                                                                                         |

|  | Rhomaleosaurus cramptoni   |
|  |                            |
|  | Rhomaleosaurus zetlandicus |
|  |                            |

|  | Borealonectes russelli |
|  |                        |
|  | Maresaurus coccai      |
|  |                        |

|  | Rhomaleosaurus thorntoni                                                                |
|  |                                                                                         |
|  | \| \| Rhomaleosaurus cramptoni \| \| \| \| \| \| Rhomaleosaurus zetlandicus \| \| \| \| |
|  |                                                                                         |
|  | Rhomaleosaurus cramptoni                                                                |
|  |                                                                                         |
|  | Rhomaleosaurus zetlandicus                                                              |
|  |                                                                                         |

|  | Rhomaleosaurus cramptoni   |
|  |                            |
|  | Rhomaleosaurus zetlandicus |
|  |                            |

|  | Borealonectes russelli |
|  |                        |
|  | Maresaurus coccai      |
|  |                        |

|  | Rhomaleosaurus thorntoni                                                                |
|  |                                                                                         |
|  | \| \| Rhomaleosaurus cramptoni \| \| \| \| \| \| Rhomaleosaurus zetlandicus \| \| \| \| |
|  |                                                                                         |
|  | Rhomaleosaurus cramptoni                                                                |
|  |                                                                                         |
|  | Rhomaleosaurus zetlandicus                                                              |
|  |                                                                                         |

|  | Rhomaleosaurus cramptoni   |
|  |                            |
|  | Rhomaleosaurus zetlandicus |
|  |                            |

|  | Borealonectes russelli |
|  |                        |
|  | Maresaurus coccai      |
|  |                        |

|  | Rhomaleosaurus thorntoni                                                                |
|  |                                                                                         |
|  | \| \| Rhomaleosaurus cramptoni \| \| \| \| \| \| Rhomaleosaurus zetlandicus \| \| \| \| |
|  |                                                                                         |
|  | Rhomaleosaurus cramptoni                                                                |
|  |                                                                                         |
|  | Rhomaleosaurus zetlandicus                                                              |
|  |                                                                                         |

|  | Rhomaleosaurus cramptoni   |
|  |                            |
|  | Rhomaleosaurus zetlandicus |
|  |                            |

|  | Borealonectes russelli |
|  |                        |
|  | Maresaurus coccai      |
|  |                        |

|  | Rhomaleosaurus thorntoni                                                                |
|  |                                                                                         |
|  | \| \| Rhomaleosaurus cramptoni \| \| \| \| \| \| Rhomaleosaurus zetlandicus \| \| \| \| |
|  |                                                                                         |
|  | Rhomaleosaurus cramptoni                                                                |
|  |                                                                                         |
|  | Rhomaleosaurus zetlandicus                                                              |
|  |                                                                                         |

|  | Rhomaleosaurus cramptoni   |
|  |                            |
|  | Rhomaleosaurus zetlandicus |
|  |                            |

|  | Borealonectes russelli |
|  |                        |
|  | Maresaurus coccai      |
|  |                        |

|  | Rhomaleosaurus thorntoni                                                                |
|  |                                                                                         |
|  | \| \| Rhomaleosaurus cramptoni \| \| \| \| \| \| Rhomaleosaurus zetlandicus \| \| \| \| |
|  |                                                                                         |
|  | Rhomaleosaurus cramptoni                                                                |
|  |                                                                                         |
|  | Rhomaleosaurus zetlandicus                                                              |
|  |                                                                                         |

|  | Rhomaleosaurus cramptoni   |
|  |                            |
|  | Rhomaleosaurus zetlandicus |
|  |                            |

|  | Borealonectes russelli |
|  |                        |
|  | Maresaurus coccai      |
|  |                        |

|  | Rhomaleosaurus thorntoni                                                                |
|  |                                                                                         |
|  | \| \| Rhomaleosaurus cramptoni \| \| \| \| \| \| Rhomaleosaurus zetlandicus \| \| \| \| |
|  |                                                                                         |
|  | Rhomaleosaurus cramptoni                                                                |
|  |                                                                                         |
|  | Rhomaleosaurus zetlandicus                                                              |
|  |                                                                                         |

|  | Rhomaleosaurus cramptoni   |
|  |                            |
|  | Rhomaleosaurus zetlandicus |
|  |                            |

|  | Borealonectes russelli |
|  |                        |
|  | Maresaurus coccai      |
|  |                        |

|  | Rhomaleosaurus thorntoni                                                                |
|  |                                                                                         |
|  | \| \| Rhomaleosaurus cramptoni \| \| \| \| \| \| Rhomaleosaurus zetlandicus \| \| \| \| |
|  |                                                                                         |
|  | Rhomaleosaurus cramptoni                                                                |
|  |                                                                                         |
|  | Rhomaleosaurus zetlandicus                                                              |
|  |                                                                                         |

|  | Rhomaleosaurus cramptoni   |
|  |                            |
|  | Rhomaleosaurus zetlandicus |
|  |                            |

|  | Borealonectes russelli |
|  |                        |
|  | Maresaurus coccai      |
|  |                        |

|  | Rhomaleosaurus thorntoni                                                                |
|  |                                                                                         |
|  | \| \| Rhomaleosaurus cramptoni \| \| \| \| \| \| Rhomaleosaurus zetlandicus \| \| \| \| |
|  |                                                                                         |
|  | Rhomaleosaurus cramptoni                                                                |
|  |                                                                                         |
|  | Rhomaleosaurus zetlandicus                                                              |
|  |                                                                                         |

|  | Rhomaleosaurus cramptoni   |
|  |                            |
|  | Rhomaleosaurus zetlandicus |
|  |                            |

|  | Borealonectes russelli |
|  |                        |
|  | Maresaurus coccai      |
|  |                        |

|  | Rhomaleosaurus thorntoni                                                                |
|  |                                                                                         |
|  | \| \| Rhomaleosaurus cramptoni \| \| \| \| \| \| Rhomaleosaurus zetlandicus \| \| \| \| |
|  |                                                                                         |
|  | Rhomaleosaurus cramptoni                                                                |
|  |                                                                                         |
|  | Rhomaleosaurus zetlandicus                                                              |
|  |                                                                                         |

|  | Rhomaleosaurus cramptoni   |
|  |                            |
|  | Rhomaleosaurus zetlandicus |
|  |                            |

|  | Borealonectes russelli |
|  |                        |
|  | Maresaurus coccai      |
|  |                        |

|  | Rhomaleosaurus thorntoni                                                                |
|  |                                                                                         |
|  | \| \| Rhomaleosaurus cramptoni \| \| \| \| \| \| Rhomaleosaurus zetlandicus \| \| \| \| |
|  |                                                                                         |
|  | Rhomaleosaurus cramptoni                                                                |
|  |                                                                                         |
|  | Rhomaleosaurus zetlandicus                                                              |
|  |                                                                                         |

|  | Rhomaleosaurus cramptoni   |
|  |                            |
|  | Rhomaleosaurus zetlandicus |
|  |                            |

|  | Borealonectes russelli |
|  |                        |
|  | Maresaurus coccai      |
|  |                        |

|  | Rhomaleosaurus thorntoni                                                                |
|  |                                                                                         |
|  | \| \| Rhomaleosaurus cramptoni \| \| \| \| \| \| Rhomaleosaurus zetlandicus \| \| \| \| |
|  |                                                                                         |
|  | Rhomaleosaurus cramptoni                                                                |
|  |                                                                                         |
|  | Rhomaleosaurus zetlandicus                                                              |
|  |                                                                                         |

|  | Rhomaleosaurus cramptoni   |
|  |                            |
|  | Rhomaleosaurus zetlandicus |
|  |                            |

|  | Borealonectes russelli |
|  |                        |
|  | Maresaurus coccai      |
|  |                        |

|  | Rhomaleosaurus thorntoni                                                                |
|  |                                                                                         |
|  | \| \| Rhomaleosaurus cramptoni \| \| \| \| \| \| Rhomaleosaurus zetlandicus \| \| \| \| |
|  |                                                                                         |
|  | Rhomaleosaurus cramptoni                                                                |
|  |                                                                                         |
|  | Rhomaleosaurus zetlandicus                                                              |
|  |                                                                                         |

|  | Rhomaleosaurus cramptoni   |
|  |                            |
|  | Rhomaleosaurus zetlandicus |
|  |                            |

|  | Borealonectes russelli |
|  |                        |
|  | Maresaurus coccai      |
|  |                        |

|  | Rhomaleosaurus thorntoni                                                                |
|  |                                                                                         |
|  | \| \| Rhomaleosaurus cramptoni \| \| \| \| \| \| Rhomaleosaurus zetlandicus \| \| \| \| |
|  |                                                                                         |
|  | Rhomaleosaurus cramptoni                                                                |
|  |                                                                                         |
|  | Rhomaleosaurus zetlandicus                                                              |
|  |                                                                                         |

|  | Rhomaleosaurus cramptoni   |
|  |                            |
|  | Rhomaleosaurus zetlandicus |
|  |                            |

|  | Borealonectes russelli |
|  |                        |
|  | Maresaurus coccai      |
|  |                        |

|  | Rhomaleosaurus thorntoni                                                                |
|  |                                                                                         |
|  | \| \| Rhomaleosaurus cramptoni \| \| \| \| \| \| Rhomaleosaurus zetlandicus \| \| \| \| |
|  |                                                                                         |
|  | Rhomaleosaurus cramptoni                                                                |
|  |                                                                                         |
|  | Rhomaleosaurus zetlandicus                                                              |
|  |                                                                                         |

|  | Rhomaleosaurus cramptoni   |
|  |                            |
|  | Rhomaleosaurus zetlandicus |
|  |                            |

|  | Borealonectes russelli |
|  |                        |
|  | Maresaurus coccai      |
|  |                        |

|  | Rhomaleosaurus thorntoni                                                                |
|  |                                                                                         |
|  | \| \| Rhomaleosaurus cramptoni \| \| \| \| \| \| Rhomaleosaurus zetlandicus \| \| \| \| |
|  |                                                                                         |
|  | Rhomaleosaurus cramptoni                                                                |
|  |                                                                                         |
|  | Rhomaleosaurus zetlandicus                                                              |
|  |                                                                                         |

|  | Rhomaleosaurus cramptoni   |
|  |                            |
|  | Rhomaleosaurus zetlandicus |
|  |                            |

| Neoplesiosauria | \| \| Pliosauridae \| \| \| \| \| \| Plesiosauroidea \| \| \| \| |
|                 | \| \| Pliosauridae \| \| \| \| \| \| Plesiosauroidea \| \| \| \| |
|                 | Pliosauridae                                                     |
|                 |                                                                  |
|                 | Plesiosauroidea                                                  |
|                 |                                                                  |

|  | Pliosauridae    |
|  |                 |
|  | Plesiosauroidea |
|  |                 |

|  | Borealonectes russelli |
|  |                        |
|  | Maresaurus coccai      |
|  |                        |

|  | Rhomaleosaurus thorntoni                                                                |
|  |                                                                                         |
|  | \| \| Rhomaleosaurus cramptoni \| \| \| \| \| \| Rhomaleosaurus zetlandicus \| \| \| \| |
|  |                                                                                         |
|  | Rhomaleosaurus cramptoni                                                                |
|  |                                                                                         |
|  | Rhomaleosaurus zetlandicus                                                              |
|  |                                                                                         |

|  | Rhomaleosaurus cramptoni   |
|  |                            |
|  | Rhomaleosaurus zetlandicus |
|  |                            |

|  | Borealonectes russelli |
|  |                        |
|  | Maresaurus coccai      |
|  |                        |

|  | Rhomaleosaurus thorntoni                                                                |
|  |                                                                                         |
|  | \| \| Rhomaleosaurus cramptoni \| \| \| \| \| \| Rhomaleosaurus zetlandicus \| \| \| \| |
|  |                                                                                         |
|  | Rhomaleosaurus cramptoni                                                                |
|  |                                                                                         |
|  | Rhomaleosaurus zetlandicus                                                              |
|  |                                                                                         |

|  | Rhomaleosaurus cramptoni   |
|  |                            |
|  | Rhomaleosaurus zetlandicus |
|  |                            |

|  | Borealonectes russelli |
|  |                        |
|  | Maresaurus coccai      |
|  |                        |

|  | Rhomaleosaurus thorntoni                                                                |
|  |                                                                                         |
|  | \| \| Rhomaleosaurus cramptoni \| \| \| \| \| \| Rhomaleosaurus zetlandicus \| \| \| \| |
|  |                                                                                         |
|  | Rhomaleosaurus cramptoni                                                                |
|  |                                                                                         |
|  | Rhomaleosaurus zetlandicus                                                              |
|  |                                                                                         |

|  | Rhomaleosaurus cramptoni   |
|  |                            |
|  | Rhomaleosaurus zetlandicus |
|  |                            |

|  | Borealonectes russelli |
|  |                        |
|  | Maresaurus coccai      |
|  |                        |

|  | Rhomaleosaurus thorntoni                                                                |
|  |                                                                                         |
|  | \| \| Rhomaleosaurus cramptoni \| \| \| \| \| \| Rhomaleosaurus zetlandicus \| \| \| \| |
|  |                                                                                         |
|  | Rhomaleosaurus cramptoni                                                                |
|  |                                                                                         |
|  | Rhomaleosaurus zetlandicus                                                              |
|  |                                                                                         |

|  | Rhomaleosaurus cramptoni   |
|  |                            |
|  | Rhomaleosaurus zetlandicus |
|  |                            |

|  | Borealonectes russelli |
|  |                        |
|  | Maresaurus coccai      |
|  |                        |

|  | Rhomaleosaurus thorntoni                                                                |
|  |                                                                                         |
|  | \| \| Rhomaleosaurus cramptoni \| \| \| \| \| \| Rhomaleosaurus zetlandicus \| \| \| \| |
|  |                                                                                         |
|  | Rhomaleosaurus cramptoni                                                                |
|  |                                                                                         |
|  | Rhomaleosaurus zetlandicus                                                              |
|  |                                                                                         |

|  | Rhomaleosaurus cramptoni   |
|  |                            |
|  | Rhomaleosaurus zetlandicus |
|  |                            |

|  | Borealonectes russelli |
|  |                        |
|  | Maresaurus coccai      |
|  |                        |

|  | Rhomaleosaurus thorntoni                                                                |
|  |                                                                                         |
|  | \| \| Rhomaleosaurus cramptoni \| \| \| \| \| \| Rhomaleosaurus zetlandicus \| \| \| \| |
|  |                                                                                         |
|  | Rhomaleosaurus cramptoni                                                                |
|  |                                                                                         |
|  | Rhomaleosaurus zetlandicus                                                              |
|  |                                                                                         |

|  | Rhomaleosaurus cramptoni   |
|  |                            |
|  | Rhomaleosaurus zetlandicus |
|  |                            |

|  | Borealonectes russelli |
|  |                        |
|  | Maresaurus coccai      |
|  |                        |

|  | Rhomaleosaurus thorntoni                                                                |
|  |                                                                                         |
|  | \| \| Rhomaleosaurus cramptoni \| \| \| \| \| \| Rhomaleosaurus zetlandicus \| \| \| \| |
|  |                                                                                         |
|  | Rhomaleosaurus cramptoni                                                                |
|  |                                                                                         |
|  | Rhomaleosaurus zetlandicus                                                              |
|  |                                                                                         |

|  | Rhomaleosaurus cramptoni   |
|  |                            |
|  | Rhomaleosaurus zetlandicus |
|  |                            |

|  | Borealonectes russelli |
|  |                        |
|  | Maresaurus coccai      |
|  |                        |

|  | Rhomaleosaurus thorntoni                                                                |
|  |                                                                                         |
|  | \| \| Rhomaleosaurus cramptoni \| \| \| \| \| \| Rhomaleosaurus zetlandicus \| \| \| \| |
|  |                                                                                         |
|  | Rhomaleosaurus cramptoni                                                                |
|  |                                                                                         |
|  | Rhomaleosaurus zetlandicus                                                              |
|  |                                                                                         |

|  | Rhomaleosaurus cramptoni   |
|  |                            |
|  | Rhomaleosaurus zetlandicus |
|  |                            |

|  | Borealonectes russelli |
|  |                        |
|  | Maresaurus coccai      |
|  |                        |

|  | Rhomaleosaurus thorntoni                                                                |
|  |                                                                                         |
|  | \| \| Rhomaleosaurus cramptoni \| \| \| \| \| \| Rhomaleosaurus zetlandicus \| \| \| \| |
|  |                                                                                         |
|  | Rhomaleosaurus cramptoni                                                                |
|  |                                                                                         |
|  | Rhomaleosaurus zetlandicus                                                              |
|  |                                                                                         |

|  | Rhomaleosaurus cramptoni   |
|  |                            |
|  | Rhomaleosaurus zetlandicus |
|  |                            |

|  | Borealonectes russelli |
|  |                        |
|  | Maresaurus coccai      |
|  |                        |

|  | Rhomaleosaurus thorntoni                                                                |
|  |                                                                                         |
|  | \| \| Rhomaleosaurus cramptoni \| \| \| \| \| \| Rhomaleosaurus zetlandicus \| \| \| \| |
|  |                                                                                         |
|  | Rhomaleosaurus cramptoni                                                                |
|  |                                                                                         |
|  | Rhomaleosaurus zetlandicus                                                              |
|  |                                                                                         |

|  | Rhomaleosaurus cramptoni   |
|  |                            |
|  | Rhomaleosaurus zetlandicus |
|  |                            |

|  | Borealonectes russelli |
|  |                        |
|  | Maresaurus coccai      |
|  |                        |

|  | Rhomaleosaurus thorntoni                                                                |
|  |                                                                                         |
|  | \| \| Rhomaleosaurus cramptoni \| \| \| \| \| \| Rhomaleosaurus zetlandicus \| \| \| \| |
|  |                                                                                         |
|  | Rhomaleosaurus cramptoni                                                                |
|  |                                                                                         |
|  | Rhomaleosaurus zetlandicus                                                              |
|  |                                                                                         |

|  | Rhomaleosaurus cramptoni   |
|  |                            |
|  | Rhomaleosaurus zetlandicus |
|  |                            |

|  | Borealonectes russelli |
|  |                        |
|  | Maresaurus coccai      |
|  |                        |

|  | Rhomaleosaurus thorntoni                                                                |
|  |                                                                                         |
|  | \| \| Rhomaleosaurus cramptoni \| \| \| \| \| \| Rhomaleosaurus zetlandicus \| \| \| \| |
|  |                                                                                         |
|  | Rhomaleosaurus cramptoni                                                                |
|  |                                                                                         |
|  | Rhomaleosaurus zetlandicus                                                              |
|  |                                                                                         |

|  | Rhomaleosaurus cramptoni   |
|  |                            |
|  | Rhomaleosaurus zetlandicus |
|  |                            |

|  | Borealonectes russelli |
|  |                        |
|  | Maresaurus coccai      |
|  |                        |

|  | Rhomaleosaurus thorntoni                                                                |
|  |                                                                                         |
|  | \| \| Rhomaleosaurus cramptoni \| \| \| \| \| \| Rhomaleosaurus zetlandicus \| \| \| \| |
|  |                                                                                         |
|  | Rhomaleosaurus cramptoni                                                                |
|  |                                                                                         |
|  | Rhomaleosaurus zetlandicus                                                              |
|  |                                                                                         |

|  | Rhomaleosaurus cramptoni   |
|  |                            |
|  | Rhomaleosaurus zetlandicus |
|  |                            |

|  | Borealonectes russelli |
|  |                        |
|  | Maresaurus coccai      |
|  |                        |

|  | Rhomaleosaurus thorntoni                                                                |
|  |                                                                                         |
|  | \| \| Rhomaleosaurus cramptoni \| \| \| \| \| \| Rhomaleosaurus zetlandicus \| \| \| \| |
|  |                                                                                         |
|  | Rhomaleosaurus cramptoni                                                                |
|  |                                                                                         |
|  | Rhomaleosaurus zetlandicus                                                              |
|  |                                                                                         |

|  | Rhomaleosaurus cramptoni   |
|  |                            |
|  | Rhomaleosaurus zetlandicus |
|  |                            |

|  | Borealonectes russelli |
|  |                        |
|  | Maresaurus coccai      |
|  |                        |

|  | Rhomaleosaurus thorntoni                                                                |
|  |                                                                                         |
|  | \| \| Rhomaleosaurus cramptoni \| \| \| \| \| \| Rhomaleosaurus zetlandicus \| \| \| \| |
|  |                                                                                         |
|  | Rhomaleosaurus cramptoni                                                                |
|  |                                                                                         |
|  | Rhomaleosaurus zetlandicus                                                              |
|  |                                                                                         |

|  | Rhomaleosaurus cramptoni   |
|  |                            |
|  | Rhomaleosaurus zetlandicus |
|  |                            |

|  | Borealonectes russelli |
|  |                        |
|  | Maresaurus coccai      |
|  |                        |

|  | Rhomaleosaurus thorntoni                                                                |
|  |                                                                                         |
|  | \| \| Rhomaleosaurus cramptoni \| \| \| \| \| \| Rhomaleosaurus zetlandicus \| \| \| \| |
|  |                                                                                         |
|  | Rhomaleosaurus cramptoni                                                                |
|  |                                                                                         |
|  | Rhomaleosaurus zetlandicus                                                              |
|  |                                                                                         |

|  | Rhomaleosaurus cramptoni   |
|  |                            |
|  | Rhomaleosaurus zetlandicus |
|  |                            |

|  | Borealonectes russelli |
|  |                        |
|  | Maresaurus coccai      |
|  |                        |

|  | Rhomaleosaurus thorntoni                                                                |
|  |                                                                                         |
|  | \| \| Rhomaleosaurus cramptoni \| \| \| \| \| \| Rhomaleosaurus zetlandicus \| \| \| \| |
|  |                                                                                         |
|  | Rhomaleosaurus cramptoni                                                                |
|  |                                                                                         |
|  | Rhomaleosaurus zetlandicus                                                              |
|  |                                                                                         |

|  | Rhomaleosaurus cramptoni   |
|  |                            |
|  | Rhomaleosaurus zetlandicus |
|  |                            |

|  | Borealonectes russelli |
|  |                        |
|  | Maresaurus coccai      |
|  |                        |

|  | Rhomaleosaurus thorntoni                                                                |
|  |                                                                                         |
|  | \| \| Rhomaleosaurus cramptoni \| \| \| \| \| \| Rhomaleosaurus zetlandicus \| \| \| \| |
|  |                                                                                         |
|  | Rhomaleosaurus cramptoni                                                                |
|  |                                                                                         |
|  | Rhomaleosaurus zetlandicus                                                              |
|  |                                                                                         |

|  | Rhomaleosaurus cramptoni   |
|  |                            |
|  | Rhomaleosaurus zetlandicus |
|  |                            |

|  | Borealonectes russelli |
|  |                        |
|  | Maresaurus coccai      |
|  |                        |

|  | Rhomaleosaurus thorntoni                                                                |
|  |                                                                                         |
|  | \| \| Rhomaleosaurus cramptoni \| \| \| \| \| \| Rhomaleosaurus zetlandicus \| \| \| \| |
|  |                                                                                         |
|  | Rhomaleosaurus cramptoni                                                                |
|  |                                                                                         |
|  | Rhomaleosaurus zetlandicus                                                              |
|  |                                                                                         |

|  | Rhomaleosaurus cramptoni   |
|  |                            |
|  | Rhomaleosaurus zetlandicus |
|  |                            |

|  | Borealonectes russelli |
|  |                        |
|  | Maresaurus coccai      |
|  |                        |

|  | Rhomaleosaurus thorntoni                                                                |
|  |                                                                                         |
|  | \| \| Rhomaleosaurus cramptoni \| \| \| \| \| \| Rhomaleosaurus zetlandicus \| \| \| \| |
|  |                                                                                         |
|  | Rhomaleosaurus cramptoni                                                                |
|  |                                                                                         |
|  | Rhomaleosaurus zetlandicus                                                              |
|  |                                                                                         |

|  | Rhomaleosaurus cramptoni   |
|  |                            |
|  | Rhomaleosaurus zetlandicus |
|  |                            |

|  | Borealonectes russelli |
|  |                        |
|  | Maresaurus coccai      |
|  |                        |

|  | Rhomaleosaurus thorntoni                                                                |
|  |                                                                                         |
|  | \| \| Rhomaleosaurus cramptoni \| \| \| \| \| \| Rhomaleosaurus zetlandicus \| \| \| \| |
|  |                                                                                         |
|  | Rhomaleosaurus cramptoni                                                                |
|  |                                                                                         |
|  | Rhomaleosaurus zetlandicus                                                              |
|  |                                                                                         |

|  | Rhomaleosaurus cramptoni   |
|  |                            |
|  | Rhomaleosaurus zetlandicus |
|  |                            |

|  | Borealonectes russelli |
|  |                        |
|  | Maresaurus coccai      |
|  |                        |

|  | Rhomaleosaurus thorntoni                                                                |
|  |                                                                                         |
|  | \| \| Rhomaleosaurus cramptoni \| \| \| \| \| \| Rhomaleosaurus zetlandicus \| \| \| \| |
|  |                                                                                         |
|  | Rhomaleosaurus cramptoni                                                                |
|  |                                                                                         |
|  | Rhomaleosaurus zetlandicus                                                              |
|  |                                                                                         |

|  | Rhomaleosaurus cramptoni   |
|  |                            |
|  | Rhomaleosaurus zetlandicus |
|  |                            |

|  | Borealonectes russelli |
|  |                        |
|  | Maresaurus coccai      |
|  |                        |

|  | Rhomaleosaurus thorntoni                                                                |
|  |                                                                                         |
|  | \| \| Rhomaleosaurus cramptoni \| \| \| \| \| \| Rhomaleosaurus zetlandicus \| \| \| \| |
|  |                                                                                         |
|  | Rhomaleosaurus cramptoni                                                                |
|  |                                                                                         |
|  | Rhomaleosaurus zetlandicus                                                              |
|  |                                                                                         |

|  | Rhomaleosaurus cramptoni   |
|  |                            |
|  | Rhomaleosaurus zetlandicus |
|  |                            |

|  | Borealonectes russelli |
|  |                        |
|  | Maresaurus coccai      |
|  |                        |

|  | Rhomaleosaurus thorntoni                                                                |
|  |                                                                                         |
|  | \| \| Rhomaleosaurus cramptoni \| \| \| \| \| \| Rhomaleosaurus zetlandicus \| \| \| \| |
|  |                                                                                         |
|  | Rhomaleosaurus cramptoni                                                                |
|  |                                                                                         |
|  | Rhomaleosaurus zetlandicus                                                              |
|  |                                                                                         |

|  | Rhomaleosaurus cramptoni   |
|  |                            |
|  | Rhomaleosaurus zetlandicus |
|  |                            |

|  | Borealonectes russelli |
|  |                        |
|  | Maresaurus coccai      |
|  |                        |

|  | Rhomaleosaurus thorntoni                                                                |
|  |                                                                                         |
|  | \| \| Rhomaleosaurus cramptoni \| \| \| \| \| \| Rhomaleosaurus zetlandicus \| \| \| \| |
|  |                                                                                         |
|  | Rhomaleosaurus cramptoni                                                                |
|  |                                                                                         |
|  | Rhomaleosaurus zetlandicus                                                              |
|  |                                                                                         |

|  | Rhomaleosaurus cramptoni   |
|  |                            |
|  | Rhomaleosaurus zetlandicus |
|  |                            |

|  | Borealonectes russelli |
|  |                        |
|  | Maresaurus coccai      |
|  |                        |

|  | Rhomaleosaurus thorntoni                                                                |
|  |                                                                                         |
|  | \| \| Rhomaleosaurus cramptoni \| \| \| \| \| \| Rhomaleosaurus zetlandicus \| \| \| \| |
|  |                                                                                         |
|  | Rhomaleosaurus cramptoni                                                                |
|  |                                                                                         |
|  | Rhomaleosaurus zetlandicus                                                              |
|  |                                                                                         |

|  | Rhomaleosaurus cramptoni   |
|  |                            |
|  | Rhomaleosaurus zetlandicus |
|  |                            |

|  | Borealonectes russelli |
|  |                        |
|  | Maresaurus coccai      |
|  |                        |

|  | Rhomaleosaurus thorntoni                                                                |
|  |                                                                                         |
|  | \| \| Rhomaleosaurus cramptoni \| \| \| \| \| \| Rhomaleosaurus zetlandicus \| \| \| \| |
|  |                                                                                         |
|  | Rhomaleosaurus cramptoni                                                                |
|  |                                                                                         |
|  | Rhomaleosaurus zetlandicus                                                              |
|  |                                                                                         |

|  | Rhomaleosaurus cramptoni   |
|  |                            |
|  | Rhomaleosaurus zetlandicus |
|  |                            |

|  | Borealonectes russelli |
|  |                        |
|  | Maresaurus coccai      |
|  |                        |

|  | Rhomaleosaurus thorntoni                                                                |
|  |                                                                                         |
|  | \| \| Rhomaleosaurus cramptoni \| \| \| \| \| \| Rhomaleosaurus zetlandicus \| \| \| \| |
|  |                                                                                         |
|  | Rhomaleosaurus cramptoni                                                                |
|  |                                                                                         |
|  | Rhomaleosaurus zetlandicus                                                              |
|  |                                                                                         |

|  | Rhomaleosaurus cramptoni   |
|  |                            |
|  | Rhomaleosaurus zetlandicus |
|  |                            |

|  | Borealonectes russelli |
|  |                        |
|  | Maresaurus coccai      |
|  |                        |

|  | Rhomaleosaurus thorntoni                                                                |
|  |                                                                                         |
|  | \| \| Rhomaleosaurus cramptoni \| \| \| \| \| \| Rhomaleosaurus zetlandicus \| \| \| \| |
|  |                                                                                         |
|  | Rhomaleosaurus cramptoni                                                                |
|  |                                                                                         |
|  | Rhomaleosaurus zetlandicus                                                              |
|  |                                                                                         |

|  | Rhomaleosaurus cramptoni   |
|  |                            |
|  | Rhomaleosaurus zetlandicus |
|  |                            |

|  | Borealonectes russelli |
|  |                        |
|  | Maresaurus coccai      |
|  |                        |

|  | Rhomaleosaurus thorntoni                                                                |
|  |                                                                                         |
|  | \| \| Rhomaleosaurus cramptoni \| \| \| \| \| \| Rhomaleosaurus zetlandicus \| \| \| \| |
|  |                                                                                         |
|  | Rhomaleosaurus cramptoni                                                                |
|  |                                                                                         |
|  | Rhomaleosaurus zetlandicus                                                              |
|  |                                                                                         |

|  | Rhomaleosaurus cramptoni   |
|  |                            |
|  | Rhomaleosaurus zetlandicus |
|  |                            |

|  | Borealonectes russelli |
|  |                        |
|  | Maresaurus coccai      |
|  |                        |

|  | Rhomaleosaurus thorntoni                                                                |
|  |                                                                                         |
|  | \| \| Rhomaleosaurus cramptoni \| \| \| \| \| \| Rhomaleosaurus zetlandicus \| \| \| \| |
|  |                                                                                         |
|  | Rhomaleosaurus cramptoni                                                                |
|  |                                                                                         |
|  | Rhomaleosaurus zetlandicus                                                              |
|  |                                                                                         |

|  | Rhomaleosaurus cramptoni   |
|  |                            |
|  | Rhomaleosaurus zetlandicus |
|  |                            |

|  | Borealonectes russelli |
|  |                        |
|  | Maresaurus coccai      |
|  |                        |

|  | Rhomaleosaurus thorntoni                                                                |
|  |                                                                                         |
|  | \| \| Rhomaleosaurus cramptoni \| \| \| \| \| \| Rhomaleosaurus zetlandicus \| \| \| \| |
|  |                                                                                         |
|  | Rhomaleosaurus cramptoni                                                                |
|  |                                                                                         |
|  | Rhomaleosaurus zetlandicus                                                              |
|  |                                                                                         |

|  | Rhomaleosaurus cramptoni   |
|  |                            |
|  | Rhomaleosaurus zetlandicus |
|  |                            |

### Publications originales
- [2010] (en) Adam S. Smith et Peggy Vincent, « A new genus of pliosaur (Reptilia: Sauropterygia) from the Lower Jurassic of Holzmaden, Germany », Palaeontology, vol. 53, no 5,‎ 2010, p. 1049–1063 (DOI 10.1111/j.1475-4983.2010.00975.x , lire en ligne).
- [1910] (en) Eberhard Fraas, « Plesiosaurier aus dem oberen Lias von Holzmaden », Palaeontographica, vol. 57, nos 3–4,‎ 1910, p. 105-140 (lire en ligne).